# Hermes (Zeitschrift)
Hermes (Untertitel: Zeitschrift für klassische Philologie; ursprünglich: Hermes. Zeitschrift für classische Philologie) ist der Titel einer der ältesten noch erscheinenden Zeitschriften auf dem Gebiet der Altertumswissenschaften. Die Beiträge befassen sich schwerpunktmäßig mit der klassischen Philologie, doch erscheinen im Hermes traditionell auch Aufsätze zur Alten Geschichte, weshalb einer der Herausgeber stets ein Althistoriker ist. Akzeptierte Publikationssprachen sind Deutsch, Englisch, Französisch, Italienisch und Latein.
Die Zeitschrift erschien 1866 zum ersten Mal, ursprünglich bei Weidmann in Berlin, dann im Franz Steiner Verlag in Stuttgart, wo sie bis heute vierteljährlich erscheint. Erster Herausgeber war der Latinist Emil Hübner; ferner waren der Gräzist Adolf Kirchhoff und der Althistoriker Theodor Mommsen an der Gründung beteiligt. Derzeitige Herausgeber sind die Latinistin Claudia Schindler, der Althistoriker Hans Beck und der Gräzist Martin Hose, in Verbindung mit Marcus Deufert und Karl-Joachim Hölkeskamp.
Neben der Zeitschrift erscheint auch die Fachbuchreihe Hermes – Einzelschriften, die Monographien aus der klassischen Philologie und verwandten Themengebieten wie der Alten Geschichte, Archäologie, Epigraphik und Numismatik enthält und sich durch eine Vielfalt von Forschungen zur griechisch-römischen Antike auf literatur- und sprachwissenschaftlichem sowie historischem Gebiet auszeichnet. Herausgeber der Reihe, von der die Bände 1–8 bei Weidmann und alle darauffolgenden bei Steiner erschienen sind, sind derzeit Jan-Wilhelm Beck, Karl-Joachim Hölkeskamp und Martin Hose. Die Publikationssprachen sind Deutsch, Englisch, Französisch und Italienisch.

## Herausgeber
- 1866–1881: Emil Hübner
- 1882–1901: Georg Kaibel
- 1882–1921: Carl Robert
- 1902–1913: Friedrich Leo
- 1914–1922: Georg Wissowa
- 1923–1929: Richard Heinze
- 1923–1944: Alfred Körte
- 1932–1944: Wolfgang Schadewaldt
- 1934–1944: Helmut Berve
- 1952–1981: Karl Büchner
- 1952–1977: Hans Diller
- 1952–1974: Herbert Nesselhauf
- 1975–1976: Horst Braunert
- 1977–2005: Jochen Bleicken
- 1978–2004: Hartmut Erbse
- 1982–1992: Willy Schetter
- 1993–2012: Siegmar Döpp
- 2000–2018: Karl-Joachim Hölkeskamp
- 2000–2017: Adolf Köhnken
- 2013–2019: Marcus Deufert
- seit 2018: Martin Hose
- seit 2019: Hans Beck
- seit 2020: Claudia Schindler